# Saashörner
Saashörner (3.039 m s.l.m.) è una montagna del Massiccio del San Gottardo nelle Alpi Lepontine. Si trova nel Canton Vallese in Svizzera.

## Caratteristiche
Si trova a est di Oberwald ed è composto da diverse vette e di queste la più alta raggiunge i 3.037 m.